# Planet Stories
Planet Stories fue una revista pulp estadounidense de ciencia ficción que fundó Fiction House en 1939. Se publicó desde 1939 hasta 1955 con un total de 71 números. El control editorial estuvo siempre en manos de Malcolm Reiss, primero como editor y luego, desde el número impreso en otoño de 1942, como jefe de redacción cuando pasó a delegar sus labores editoriales a una serie de subeditores: el primero fue Wilbur S. Peacock. Planet apareció al mismo tiempo que Planet Comics, cuyo éxito probablemente ayudó a financiar sus primeras ediciones.
A lo largo de sus páginas presentó aventuras interplanetarias que tenían lugar tanto en el espacio como en otros planetas y adoptó inicialmente una estrategia de segmentación enfocada en los lectores jóvenes. La revista no pagaba lo suficiente como para atraer con regularidad a los escritores de ciencia ficción más importantes de la época, pero se las arregló en ocasiones para conseguir obras de nombres bien conocidos, entre los que estuvieron Isaac Asimov y Clifford D. Simak. En 1952, Planet publicó el primer cuento de Philip K. Dick, colaboración que continuó en los tres años siguientes con otras cuatro historias del mismo autor.
Los dos escritores más identificados con Planet Stories fueron Leigh Brackett y Ray Bradbury, quienes ambientaban muchas de sus historias en una versión idealizada de Marte, inspirada en la manera que Edgar Rice Burroughs representaba a Barsoom en sus historias. Ambos autores colaboraron en la novela corta Lorelei of the Red Mist que apareció en 1946. Las obras que Bradbury destinó a la revista incluyen una de las primeras historias de la serie Crónicas marcianas, mientras que el trabajo más conocido que Brackett realizó para la revista fue una serie de aventuras con el personaje de Eric John Stark que comenzó en el verano de 1949.
Las ilustraciones también hicieron hincapié en las mujeres atractivas, con damiselas en peligro o princesas alienígenas con poca ropa en casi todas las portadas; algunos de los colaboradores del arte interior fueron Hannes Bok y Alexander Leydenfrost, mientras que en las portadas estuvieron Allen Anderson, Albert Drake y Frank Kelly Freas.

## Historia de la publicación

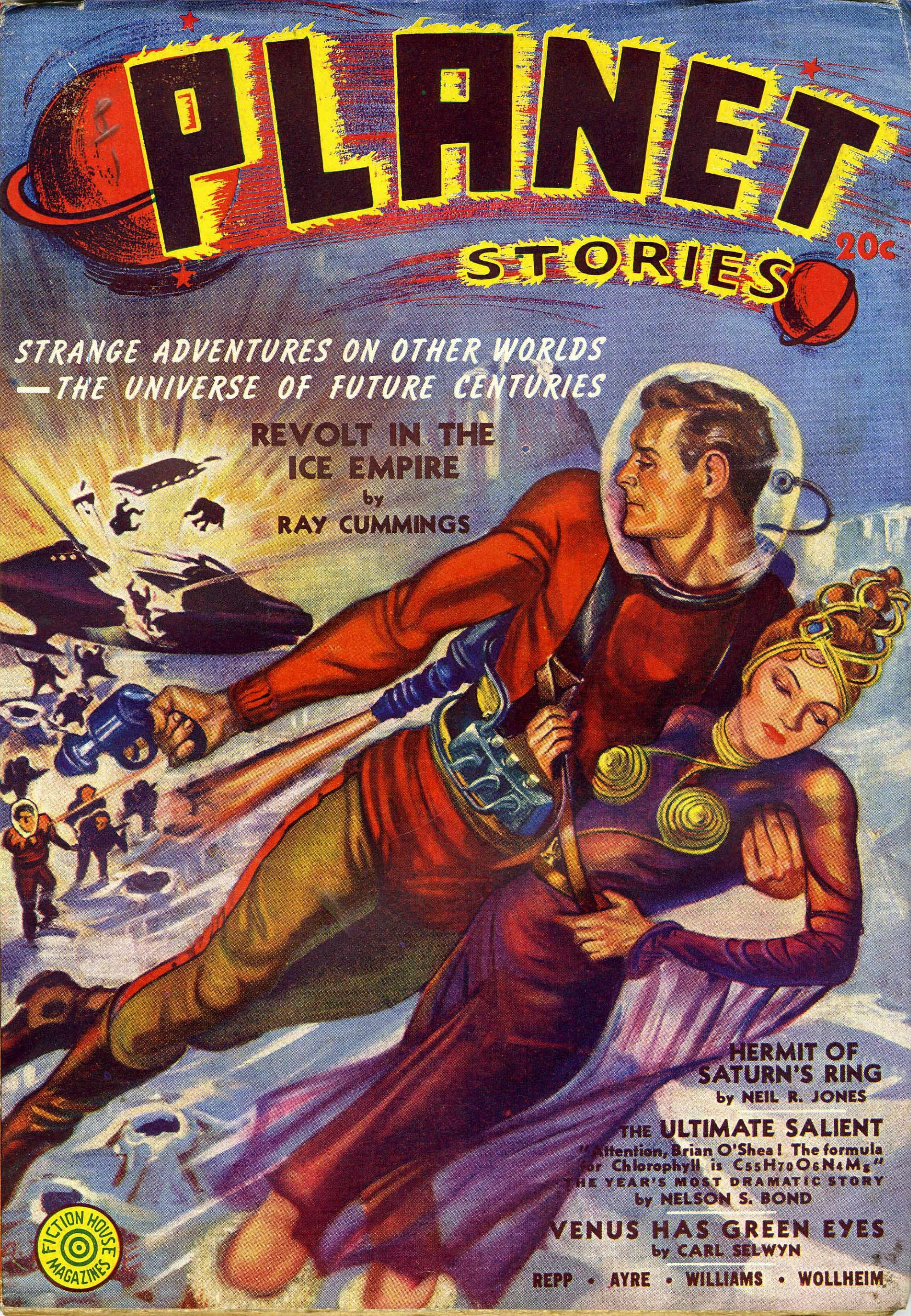
Portada de Planet Stories publicada en el otoño de 1940.

Aunque los primeros relatos de ciencia ficción estadounidenses aparecieron antes de la década de 1920, no fue sino hasta el lanzamiento de Amazing Stories en 1926 -una publicación pulp pionera propiedad de Hugo Gernsback- que este género alcanzó la independencia en términos de comercialización y desarrollo editorial. A fines de la década de 1930, este pasaba por su primer auge, y varios títulos nuevos aparecieron en el mercado.

### Fundación
Tras las dificultades que tuvo durante la Gran Depresión, Fiction House —una de las editoras pulp más importantes de la década de 1920— reinició sus operaciones en 1934 y logró buenos resultados con títulos detectivescos y románticos a través de una subsidiaria que denominó Love Romances Inc. Parte de este éxito se debió al trabajo editorial de Thurman T. Scott, quien luego de lanzar Jumbo Comics en 1938, decidió incluir historias con toques de ciencia ficción en algunas de sus publicaciones: la primera revista que tuvo material de este género fue Jungle Stories, que apareció a principios de 1939. Aunque no incluyó de manera exclusiva relatos de ciencia ficción, a menudo aparecían elementos simbólicos o personajes que hacían mención a ella como por ejemplo sobrevivientes de la Atlántida, gorilas inteligentes o dinosaurios.
En el invierno de 1939, Fiction House decidió añadir a su catálogo una revista de ciencia ficción con periodicidad trimestral que denominó Planet Stories, cuyo primer número se lanzó en diciembre de ese año. Al mismo tiempo, dos nuevos cómics de edición mensual salieron al mercado: Jungle Comics y Planet Comics, cuyo éxito probablemente permitió financiar las primeras ediciones de Planet.

### Sucesión editorial
Malcolm Reiss mantuvo la supervisión y el control editorial de la revista a lo largo de toda su existencia, aunque durante los primeros once números apareció como editor en la cabecera. Cuando otros asumieron esta labor, fue con el cargo de subeditor, mientras que Reiss lo hacía como jefe de redacción.
El primer subeditor fue Wilbur S. Peacock, un escritor con publicaciones previas en Jungle Stories —a cargo de Reiss—, que poseía un temperamento distinto al de su predecesor que, en opinión del historiador Michael Ashley, transformó a Planet en «una revista profundamente viva». Peacock ocupó la posición entre los otoños de 1942 y 1945; cuando dejó el cargo, Chester Whitehorn lo reemplazó brevemente durante tres números —invierno de 1945 hasta el verano de 1946—, y este a su vez tuvo como reemplazo al editor de Jungle Stories Paul L. Payne, que asumió tal posición desde el otoño de 1946 a la primavera de 1950.
En el verano de 1950, Jerome Bixby asumió la dirección editorial de Planet. Al igual que Peacock, Bixby era un escritor y conocedor del género de la ficción científica, a pesar de que el foco principal de sus relatos estaba en la ficción western. En su breve paso, editó siete números, cambió la periodicidad de trimestral a bimestral e hizo varios esfuerzos por mejorar la revista: persuadió a un par de escritores establecidos para producir mejor material e innovar.
Tras la partida de Bixby, Malcolm Reiss retomó nuevamente las labores editoriales en septiembre de 1951 y tres números más tarde nombró sub-editor a Jack O'Sullivan, quien decidió retornar a una calendarización trimestral para el número del verano de 1954. Durante este período, un estudio de mercado contemporáneo registró que en 1953, los montos que la revista ofrecía a sus colaboradores eran solo de uno o dos centavos por palabra, cifra considerablemente menor a las que ofrecían las publicaciones más importantes de la época.
En 1955, comenzó una huelga en American News Corporation, el principal distribuidor de revistas en Estados Unidos, lo que significó que gran parte de las publicaciones nunca llegaran a los quioscos. Los ejemplares que no llegaron a venderse representaron un duro golpe financiero para las compañías editoriales. Tras esto, muchos editores decidieron cancelar sus revistas, entre ellos O'Sullivan, quien editó el número final de Planet en el verano de 1955.

## Contenido y recepción

### Política editorial
El público objetivo de Planet fue el segmento joven, por lo que centró sus páginas exclusivamente en plasmar aventuras interplanetarias, que a menudo tenían lugar en sociedades primitivas y que podrían considerarse actualmente como historias de espada y brujería. El resultado fue una mezcla de lo que se conoce como space opera y planet opera -cuentos melodramáticos de acción y aventuras en planetas alienígenas y en el espacio interplanetario-.
Aunque prácticamente cada historia que apareció en Planet podría ser descrita como space opera, existió cierto acercamiento a temas básicos. La Tierra recibió amenazas alienígenas en un par de ocasiones, pero a menudo la acción transcurría en otros mundos, con terrícolas inmersos en conflictos locales y la participación de hermosas princesas nativas. Las historias románticas tenían algunos estereotipos, por ejemplo: en el relato «Venus Has Green Eyes» de Carl Selwyn, que apareció en el otoño de 1940, la princesa de Venus era disuadida de su odio hacia los seres humanos cuando el héroe del relato la besa y, aunque ella responde con una bofetada, termina sucumbiendo a sus encantos. Un respiro a este tipo de representaciones femeninas la proporcionó Leigh Brackett, quien describía así a sus heroínas:

My women are usually on the bitchy side —warm-blooded, hot-tempered—, but gutty and intelligent.
Mis mujeres suelen tener bastante mala leche —de sangre caliente, irascibles, pero con agallas e inteligentes.
Bracket citada por Davin (2006, p. 258) 

Durante la Segunda Guerra Mundial, fue en Planet Stories donde los lectores podían encontrar personajes femeninos luchadores, más allá de ser un mero objeto en disputa. Además, algunas de sus historias mostraron la sexualidad de manera más directa en comparación a las revistas pulp de la competencia, donde el sexo en sí era un tema tabú.
| |      | Primavera | Primavera | Primavera | Verano | Verano | Verano | Otoño | Otoño | Otoño | Invierno | Invierno |
| | Ene  | Feb       | Mar       | Abr       | May    | Jun    | Jul    | Ago   | Sep   | Oct   | Nov      | Dic      |
| --- | ---- | --------- | --------- | --------- | ------ | ------ | ------ | ----- | ----- | ----- | -------- | -------- |
| 1939 |      |           |           |           |        |        |        |       |       |       |          | 1/1      |
| 1940 |      |           | 1/2       |           |        | 1/3    |        |       | 1/4   |       |          | 2/1      |
| 1941 |      |           | 1/6       |           |        | 1/7    |        |       | 1/8   |       |          | 1/9      |
| 1942 |      |           | 1/10      |           |        | 1/11   |        |       | 1/12  |       |          | 2/1      |
| 1943 |      |           | 2/2       |           | 2/3    |        |        |       | 2/4   |       |          | 2/5      |
| 1944 |      |           | 2/6       |           |        | 2/7    |        |       | 2/8   |       |          | 2/9      |
| 1945 |      |           | 2/10      |           |        | 2/11   |        |       | 2/12  |       |          | 3/1      |
| 1946 |      |           | 3/2       |           |        | 3/3    |        |       | 3/4   |       |          | 3/5      |
| 1947 |      |           | 3/6       |           |        | 3/7    |        |       | 3/8   |       |          | 3/9      |
| 1948 |      |           | 3/10      |           |        | 3/11   |        |       | 3/12  |       |          | 4/1      |
| 1949 |      |           | 4/2       |           |        | 4/3    |        |       | 4/4   |       |          | 4/5      |
| 1950 |      |           | 4/6       |           |        | 4/7    |        |       | 4/8   |       | 4/9      |          |
| 1951 | 4/10 |           | 4/11      |           | 4/12   |        | 5/1    |       | 5/2   |       | 5/3      |          |
| 1952 | 5/4  |           | 5/5       |           | 5/6    |        | 5/7    |       | 5/8   |       | 5/9      |          |
| 1953 | 5/10 |           | 5/11      |           | 5/12   |        | 6/1    |       | 6/2   |       | 6/3      |          |
| 1954 | 6/4  |           | 6/5       |           | 6/6    |        | 6/7    |       | 6/8   |       |          | 6/9      |
| 1955 |      |           | 6/10      |           |        | 6/11   |        |       |       |       |          |          |
| Números de 'Planet Stories'. Se muestra en formato volumen/número. El subrayado indica que el número se tituló como trimestral —p. ej. Otoño de 1949— en vez de mensual. Los colores identifican a los editores de cada número: Malcolm Reiss Wilbur S. Peacock Chester Whitehorn Paul L. Payne Jerome Bixby Jack O'Sullivan |      |           |           |           |        |        |        |       |       |       |          |          |

### Primera edición
Aparentemente Fiction House tomó la decisión de poner en marcha Planet Stories tan rápidamente que Reiss tuvo poco tiempo para obtener nuevas historias, por lo que trabajó con Julius Schwartz y agentes literarios para llenar el primer número. El resultado fue, en opinión del historiador Mike Ashley una revista «particularmente poco impresionante».
Así, el primer número apareció en diciembre de 1939 con portada de Albert Drake, que ilustraba a The Golden Amazons of Venus, una novela corta de John Murray Reynolds. Además, anexó las novelettes Expedition to Pluto de Fletcher Pratt y Laurence Manning, War-Lords of the Moon de Linton Davies y The Cave-Dwellers of Saturn de John Wiggin.
Tras la publicación, Reiss enfocó sus esfuerzos en mejorar la calidad de la ficción impresa en las ediciones siguientes y ocasionalmente insertó disculpas hacia los lectores por lo débil del material.

### Estructura
Dentro del contenido principal que tuvo Planet Stories, a menudo había una novelette como por ejemplo Man of the Stars de Sam Moskowitz en el invierno de 1941, que en sus propias palabras representó «el trabajo de ficción mejor recibido de los que había hecho». Además, incluyó algunos cuentos con temáticas poco usuales en el campo de las aventuras interplanetarias. Por ejemplo, en la época de Bixby apareció Duel on Syrtis de Poul Anderson en marzo de 1951 —sobre el seguimiento que un terrícola hacía de un extraterrestre en Marte— y The Incubi on Planet X de Theodore Sturgeon —acerca de extraterrestres que secuestraban a mujeres de la Tierra—. Tras la partida de Bixby en 1952, la mayor contribución de Planet al género fue el descubrimiento de Philip K. Dick, cuya primera venta Beyond Lies the Wub apareció en la edición de julio de 1952.
También existió una pequeña sección regular con microrrelatos bajo el título «P.S.'s Feature Flash», que tuvo aportes de varios escritores como Ray Cummings o Carl Selwyn en la primavera de 1940, y Ray Bradbury o Henry Hasse en la primavera de 1947.
Salvo en el primer número, Planet contenía una columna con cartas al editor cuyo título fue The Vizigraph; fue una sección muy activa, con largas misivas provenientes de un público comprometido. A menudo incluyó correspondencia de escritores establecidos y aficionados que posteriormente alcanzarían reconocimiento profesional: el historiador de ciencia ficción Mike Ashley describió las cartas de Damon Knight como «legendarias» y Robert Silverberg comentó en una carta en el número del verano de 1950 que la de Ray Bradbury «sin duda consiguió algunas ideas originales, por no decir todas las buenas». Los editores colocaron buena cantidad de esfuerzo en mantener a esta sección en un formato amistoso y alegre; el escritor y editor contemporáneo Robert Lowndes recordaba que: 

Reiss was sincere and urbane; Wilbur enjoyed taking his coat off and being one of the crowd.
Reiss fue sincero y cortés; Wilbur [Peacock] disfrutaba quitándose su abrigo para ser uno del montón.
Lowndes citado por Ashley (1976, p. 58).

Planet insertó como subtítulo de portada Strange Adventures on Other Worlds - The Universe of Future Centuries hasta finales de 1946. Las portadas a menudo las realizó Allen Anderson durante los primeros años, aunque fue Albert Drake quien creó las cuatro iniciales. Posteriormente, Frank Kelly Freas apareció frecuentemente en los créditos de las portadas. Uno de los mejores artistas que trabajó en Planet fue Alexander Leydenfrost, cuya obra, de acuerdo con Clareson, «resume mucho lo que Planet Stories representó en la década de 1940», a pesar de que su trabajo en las portadas no fue tan impresionante como sus ilustraciones interiores en blanco y negro -el artista e historiador David A. Hardy las ha descrito como «casi Rembrandtianas en el uso de luces y sombras»-.
El principal contribuyente del trabajo de arte interior fue Hannes Bok, mientras que Planet fue una de las primeras revistas en utilizar un monstruo de ojos saltones —en inglés: bug-eyed monster o BEM— como elemento artístico básico en la ciencia ficción.
| Ilustración interior de Alexander Leydenfrost para Planet Stories, verano de 1946.          |
| Ilustración interior de Alexander Leydenfrost para The Million Year Picnic de Ray Bradbury. |

| Portada de Alexander Leydenfrost para Planet Stories, primavera de 1942.                                       |
| Portada característica de Planet Stories por Alexander Leydenfrost donde aparece un monstruo de ojos saltones. |

| Portada de Frank Kelly Freas para Planet Stories, noviembre de 1953.                         |
| Portada de Frank Kelly Freas donde aparece el dimorfismo sexual que menciona Harry Harrison. |

| Portada de Allen Anderson para Planet Stories, mayo de 1952.                           |
| Portada de Allen Anderson, quien colaboró a menudo con su trabajo artístico en Planet. |

|                                                                                       |
| Portada de Allen Anderson, quien colaboró a menudo con su trabajo artístico en Planet |

### Colaboradores
Gran parte de la ficción que Planet tuvo durante sus primeros años provino de pocos autores, entre ellos Nelson S. Bond que ofreció ocho historias principales, algunas de ellas novelas. Diez más las escribió Ray Cummings y otras cuatro Ross Rocklynne; y Leigh Brackett también fue una contribuyente regular por quince años, con diecisiete historias en total que aparecieron durante la existencia de la revista.
A pesar del enfoque en la aventura espacial melodramática, la ficción en Planet Stories mejoró con el transcurrir de los años, debido en gran medida al trabajo de Brackett y Bradbury que situaron muchas de sus historias en una versión romántica de Marte en alusión a la Barsoom de Edgar Rice Burroughs. Los escritos de Brackett mejoraron durante la década de 1940, desde la fórmula pulp de aventuras a un estilo más maduro, y se convirtió en la escritora más completa de los romances planetarios de su época. Escribió una serie muy bien recibida que tenía como protagonista al aventurero Eric John Stark, que comenzó a publicarse en el verano de 1949 con Queen of the Martian Catacomb.
El trabajo de Bradbury para Planet incluyó dos relatos que más tarde incorporó en Crónicas marcianas, entre ellos The Million Year Picnic; solo otra historia de la serie había aparecido antes que esta. También colaboró en la historia conjunta Lorelei of the Red Mist con Leigh Brackett, que se basó en una idea suya y que apareció en el verano de 1946. Sus historias demostraron sus reservas respecto al avance de la tecnología, en particular The Golden Apples of the Sun de noviembre de 1953 y A Sound of Thunder de enero de 1954 —reimpreso del número fechado el 28 de junio de 1952 del Collier's Weekly.
Otros escritores bien conocidos aparecieron en Planet Stories, entre los que estuvieron a Isaac Asimov, Clifford Simak, James Blish, Fredric Brown y Damon Knight. Pilgrimage de Asimov se publicó en 1942, aunque no con su título original. Al no poder venderla en ninguna parte, Asimov la reescribió varias veces para diferentes editores, agregó elementos religiosos a pedido de John W. Campbell, que luego eliminó cuando Malcolm Reiss pidió más cambios. Finalmente, fue este último quien la compró, pero le cambió el nombre a Black Friar of the Flame.
Philip K. Dick también colaboró tras publicar su primer trabajo profesional en julio de 1952, llegó a vender otras cuatro historias a la revista durante los dos años siguientes, entre ellas James P. Crow donde un ser humano sufre discriminación en un mundo de robots.

### Recepción y crítica
La revista tuvo como nicho al público joven, y el lanzamiento simultáneo en 1939 de Planet Comics probablemente sirvió como instrumento para atraerlos hacia el género, aunque el historiador Mike Ashley sugiere que es más probable que Planet Stories captara lectores experimentados que «aún anhelaban los primeros días de la ciencia ficción». Los montos reales de circulación no se conocen debido a que la publicación anual del tijare recién fue exigible en Estados Unidos a partir de la década de 1960. Sin embargo, se sabe que fue la tercera revista pulp más popular en su tipo y la más especializada dentro del género.
Para algunos críticos las portadas fueron «en extremo llamativas», absurdas y altamente comerciales. Al respecto, el académico Marcel Danesi incluye a Planet dentro de aquellas revistas cuyas portadas rememoraban al arte presente en los afiches circenses y de vodeviles para atraer audiencias. Estas incluían hermosas mujeres -a veces humanas, a veces princesas de otros planetas- y extraterrestres amenazantes. En general, el trabajo de arte hizo hincapié en temas sexuales, concepto que el autor y crítico Harry Harrison sarcásticamente denominó dimorfismo sexual: trajes espaciales pesados y funcionales para los hombres y ropa transparente donde se podrían ver los bikinis o trajes de baño en las mujeres, mientras que de acuerdo a los críticos Steve Holland y Alex Summersby, aquellas que realizaron algunos veteranos de las spicy pulps, como Harry L. Parkhurst y Allen Anderson, «fueron más de explotación».
Los lectores no siempre aceptaron la forma de enfrentar el tema de la sexualidad en Planet. En una carta de 1946, uno de ellos se opuso a Lorelei of the Red Mist al indicar que necesitaba «una pizca de Listerine para lavar el mal gusto de mi boca», aunque en una misiva de 1949, otro apoyó el «rápido abordaje de estos tabúes».
En términos generales, el crítico e historiador Thomas Clareson indica que «Planet parecía mirar hacia los años 1930 o más atrás», una impresión reforzada por la utilización en el invierno de 1940 del trabajo de arte interior de Frank R. Paul, quien fuera el ilustrador de varias portadas para las revistas de Gernsback a principios de la década de 1920. El estilo distintivo de Paul influyó significativamente en los primeros años del género; de hecho, según el historiador Peter Nicholls, esto lo sitúa como uno de los principales candidatos para ser nombrado «padre de la ilustración moderna de la ciencia ficción».
En cuanto a los relatos y en apoyo a Planet Stories, el crítico John Clute señala que «el contenido era mucho más sofisticado que las portadas», aunque sólo alrededor de un 5 % de los aportes correspondieron a escritoras. Entre ellas, se encuentra Brackett, cuyas obras donde el protagonista era Eric John Stark tuvieron una fuerte influencia en otros escritores, en particular: Gardner F. Fox, Lin Carter y Marion Zimmer Bradley. Ella más adelante sostuvo que:

The so-called space opera is the folk-tale, the hero-tale, of our own particular niche in history.
La denominada space opera es el cuento popular, el cuento de héroes para nuestro propio hueco en la historia.
Brackett (1982, p. 7).

Por otro lado, en referencia al trabajo que Bradbury insertó en las páginas de Planet, el historiador pulp Tim de Forest cataloga estos aportes como «la contribución más importante de esta revista para el género», mientras que Lee Server señala que algunos de los primeros clásicos del autor se apreciaron en Planet y que «con cada historia refinaba su estilo».

## Detalles bibliográficos
Planet Stories fue una revista en formato pulp en sus 71 números, con un total de 128 páginas durante la mayor parte de su existencia y un precio inicial de 20 centavos de dólar. Con el número de noviembre de 1950, la cantidad de páginas se redujo a 112 y el precio subió a 25 centavos. En marzo de 1952 el número nuevamente se redujo a 96, aunque luego regresó a 112 hasta el verano de 1954, cuando se redujo definitivamente a 96 páginas durante las últimas cinco ediciones.
Comenzó con una periodicidad trimestral; un breve intento de edición bimensual se aplicó en 1943: apareció una en marzo y otra en mayo, pero la edición siguiente consignó «otoño de 1943» e inauguró un nuevo período trimestral. Al número de otoño de 1950 siguió el de noviembre de 1950, con lo que instaló una periodicidad bimensual que duró hasta mayo de 1954, al que le siguió un número en el verano de 1954. Tras esto, la revista reanudó una calendarización trimestral hasta el final de la revista; excepcionalmente, el número de invierno de ese año incluyó «/55» tras «1954», en lugar de consignar solo al año.
La numeración de los seis volúmenes que tuvo fue constante, con doce números cada uno salvo el final que alcanzó los once. Sin embargo, existieron tres errores en la numeración de estos en el lomo —aunque no en la cabecera—: número 5/10 impreso como 5/8, 5/11 como 6/3, y 6/11 como 6/12 respectivamente en el lomo.
Una reedición británica apareció entre marzo de 1950 y septiembre de 1954 bajo el sello editorial Pembertons, aunque algunas fuentes indican que fue Streamline Publications el que publicó la primera edición. Cada uno tuvo numeración, no se les insertó fecha y la cantidad de páginas fue drásticamente menor: entre 64 y 68 páginas. Además, hay doce números que aparecen en los registros bibliográficos, mientras que un decimotercero se rumorea, pero los bibliógrafos de ciencia ficción aún lo desconocen. Los números 7 y 8 de esta edición británica también incluyeron material reimpreso desde Startling Stories y Thrilling Wonder.
American News Co. publicó una edición canadiense de doce números -desde el otoño de 1948 a marzo de 1951- que fue idéntica a la edición estadounidense, mientras que a finales de la década de 1950 apareció una versión mexicana con el título Enigmas.

## Publicaciones relacionadas
Desde el verano de 1950 hasta la primavera de 1954, Fiction House editó Two Complete Science Adventure Books como revista hermana de Planet, que tuvo como política incluir dos novelas en una simple revista tres veces al año. En 1953, Fiction House puso en marcha una revista con reimpresiones que llamó Tops in Science Fiction, que seleccionó contenido retrospectivo de Planet. Su duración alcanzó solo dos números, con la segunda casi sin distribución.
Una antología con el título The Best of Planet Stories #1 apareció en 1975 bajo el sello editorial Ballantine Books y edición de Leigh Brackett, e incluyó siete historias previamente impresas entre 1942 y 1952. Inicialmente se consideró como el primero de una serie, pero no aparecieron nuevos volúmenes.
En México, la revista Los Cuentos Fantásticos de la Editorial Enigma incluyó reimpresiones de Planet dentro de sus 45 números (1948-1954), aunque también tuvo relatos de autores latinoamericanos y reimpresiones de otras publicaciones como Argosy y Famous Fantastic Mysteries.